# Sideways (singolo Men Without Hats)
Sideways è un singolo del gruppo musicale canadese Men Without Hats, pubblicato nell'aprile 1991 come primo estratto dal quinto album in studio omonimo.